# Cyclozodion tuberatum
Cyclozodion tuberatum är en kräftdjursart som beskrevs av Williams och Child 1989. Cyclozodion tuberatum ingår i släktet Cyclozodion och familjen Calappidae. Inga underarter finns listade i Catalogue of Life.